# سیارک ۸۲۲۰
سیارک ۸۲۲۰ (به انگلیسی: 8220 Nanyou، نامگذاری:1996JD1) هشت هزار و دویست و بیستمین سیارک کشف شده است که در ۱۳ مه ۱۹۹۶ کشف شد.
قدر مطلق سیارک برابر ۱۵٫۰۰ است.